# Áed I Dub
Áed I Dub („Czarny”) (zm. 588 r.) – król Dál nAraidi z ludu Cruithni jako Áed II Dub od 563 r., król Ulaidu (Ulsteru) od 581 r. do swej śmierci, syn Suibne’a Araide, prawdopodobnie z dynastii Uí Chóelbad z Mag Line.
Według Księgi z Leinsteru Áed objął tron Dál nAraidi po niejakim Áedzie I Breccie (zm. 563 r.). Zabił ostatniego pogańskiego zwierzchniego króla Irlandii, Diarmaita I mac Cerbaill w 565 r. Do zdarzenia doszło w Ráith Becc, na równinie Mag Line (Moylinny, koło Larne), leżącej w Dál nAraidi. Według tradycji głowę zabitego zaniesiono do Clonmacnois, zaś ciało pochowano w Condiri. 
Kroniki Irlandii nie są zgodne, co do chronologii rządów nad Ulaidem. Księga z Leinsteru podała błędnie, że Áed nastąpił po niejakim Daigu mac Cairill, rzekomym bracie Báetána mac Cairill, panującym dziesięć lat. Według tego źródła Aed miał rządzić nad Ulaidem pięć lat (MS folio 41c). Natomiast „Tablica Synchronistyczna Laud” zanotowała, że panował siedem lat („Aed Dub m[ac] Suibne. uii.”, fo. 116 b). W 581 r. Áed objął tron Ulaidu po śmierci Báetána mac Cairill. Po siedmiu latach swych rządów został zabity w 588 r. Tron Dál nAraidi i Ulaidu przeszedł na Fiachnę II Lurgana mac Báetáin, wnuka króla Eochaida mac Condlai (zm. 553 r.)